# One Trip/One Noise
One Trip/One Noise è un album di remix dei brani del gruppo rock alternativo francese Noir Désir.
L'album è missato da vari dj con la supervisione degli stessi Noir Désir.

## Tracce
1. One Trip/One Noise (Treponem Pal) 5:26
2. Oublié (Replicant mix) 3:39
3. Fin de siècle (Andrej Mix)	 5:37
4. Le Fleuve (Franz Treichler Mix)  6:06
5. À l'arrière des taxis (Al Comet Mix) 5:22
6. Tostaky (GusGus Mix) 4:51
7. Lolita nie en bloc (Anna Logik Mix) 3:00
8. À ton étoile (Yann Tiersen Mix) 4:09
9. Lazy (Zend Avesta Mix) 4:40
10. Septembre en attendant (Un jour à Belgrade) (Andrej Mix) 2:58
11. Tostaky (Télépopmusik Mix) 5:10
12. Les Écorchés (Sloy Mix) 4:00
13. 666.667 Club (Tilos Clan Mix) 7:51